# Чаплюв
Чаплюв (пол. Czaplów) — село в Польщі, у гміні Беліни Келецького повіту Свентокшиського воєводства.
Населення — 536 осіб (2011).
У 1975-1998 роках село належало до Келецького воєводства.

## Демографія
Демографічна структура на день 31 березня 2011 року:
|          | Загалом | Допрацездатний вік | Працездатний вік | Постпрацездатний вік |
| -------- | ------- | ------------------ | ---------------- | -------------------- |
| Чоловіки | 261     | 52                 | 196              | 13                   |
| Жінки    | 275     | 54                 | 168              | 53                   |
| Разом    | 536     | 106                | 364              | 66                   |